# Cabinet intérieur du Roi

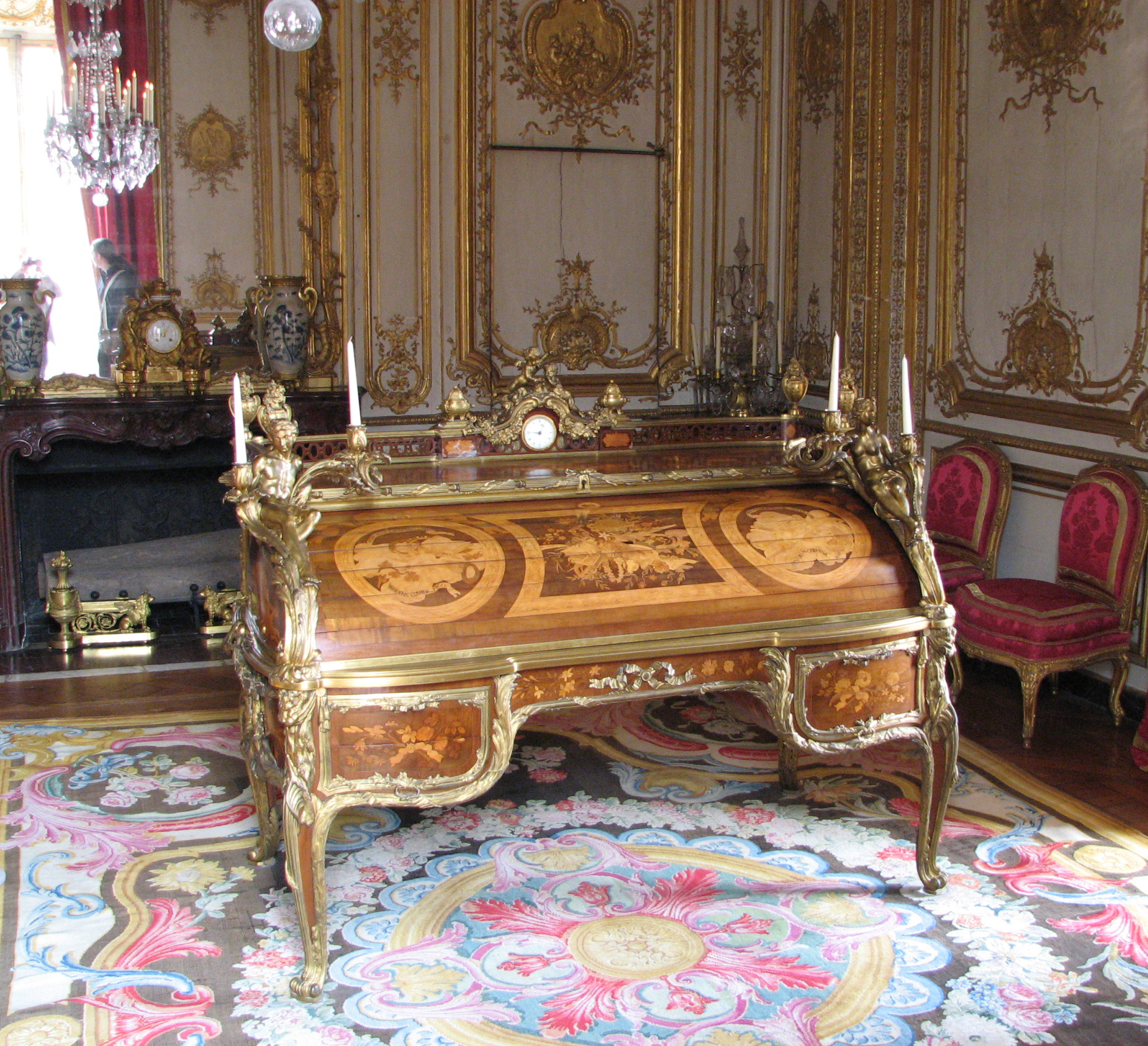
Il bureau du Roi nel cabinet intérieur.

Le cabinet intérieur du roi o cabinet d'angle (in italiano: "gabinetto interno del re" o "gabinetto d'angolo") è una stanza del Petit Appartement du Roi della reggia di Versailles.
Sotto Luigi XIV la stanza era parte del cabinet des Tableaux. Luigi XV fece risistemare la sala per crearvi un gabinetto ove lavorare da solo. La stanza venne così riplasmata nelle forme attuali con 7,28 metri di lunghezza per 6,52 di larghezza e 4,93 metri di altezza, divenendo la sala più sontuosa dell'appartamento intero. Les bordures des glaces et les boiseries sont de Verberkt con un mobilio ricco giunto in gran parte sino ai nostri giorni, come il celebre secrétaire a cilindro di Luigi XV 
detto anche bureau du Roi, progettato da Oeben e realizzato da Riesener (1769), oltre ad un medagliere realizzato da Gaudreaux (1738), angolari di Joubert (1755), una pendola di Roque e delle sedie realizzate da Foliot. Nel 1783 venne aggiunto alla collezione un candelabro celebrativo realizzato da Thomire per ricordare l'appoggio fornito da Luigi XVI alla guerra d'indipendenza americana.

## L'evoluzione della stanza

L'evoluzione della stanza nel Petit Appartement du Roi
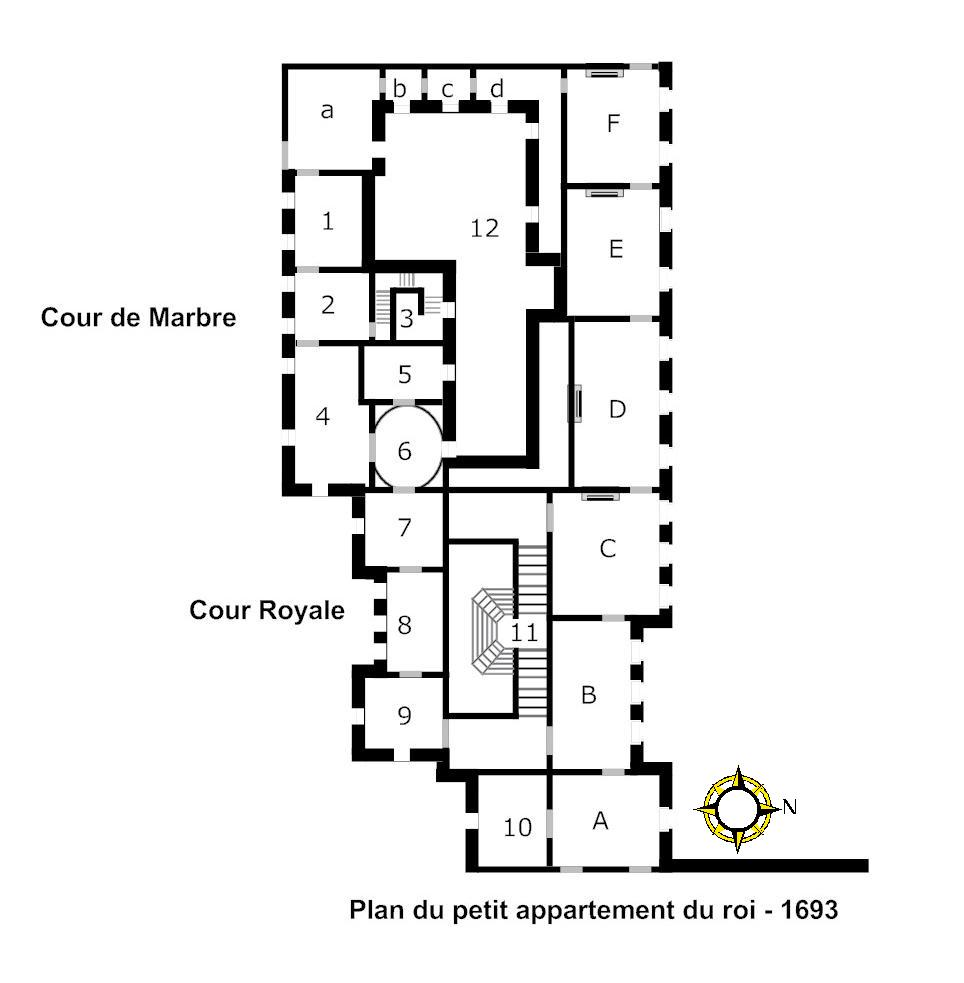
C. 1683 : parte del cabinet des Tableaux, n°4
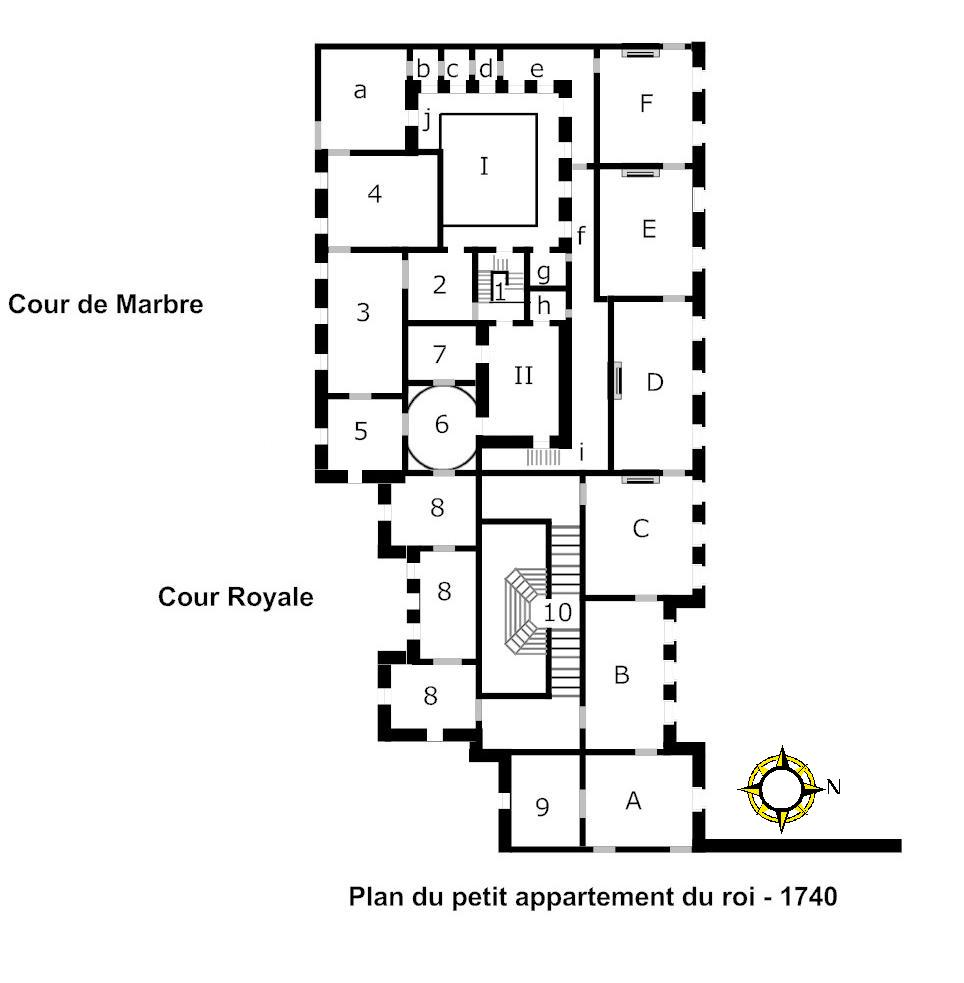
C. 1740 : n°5
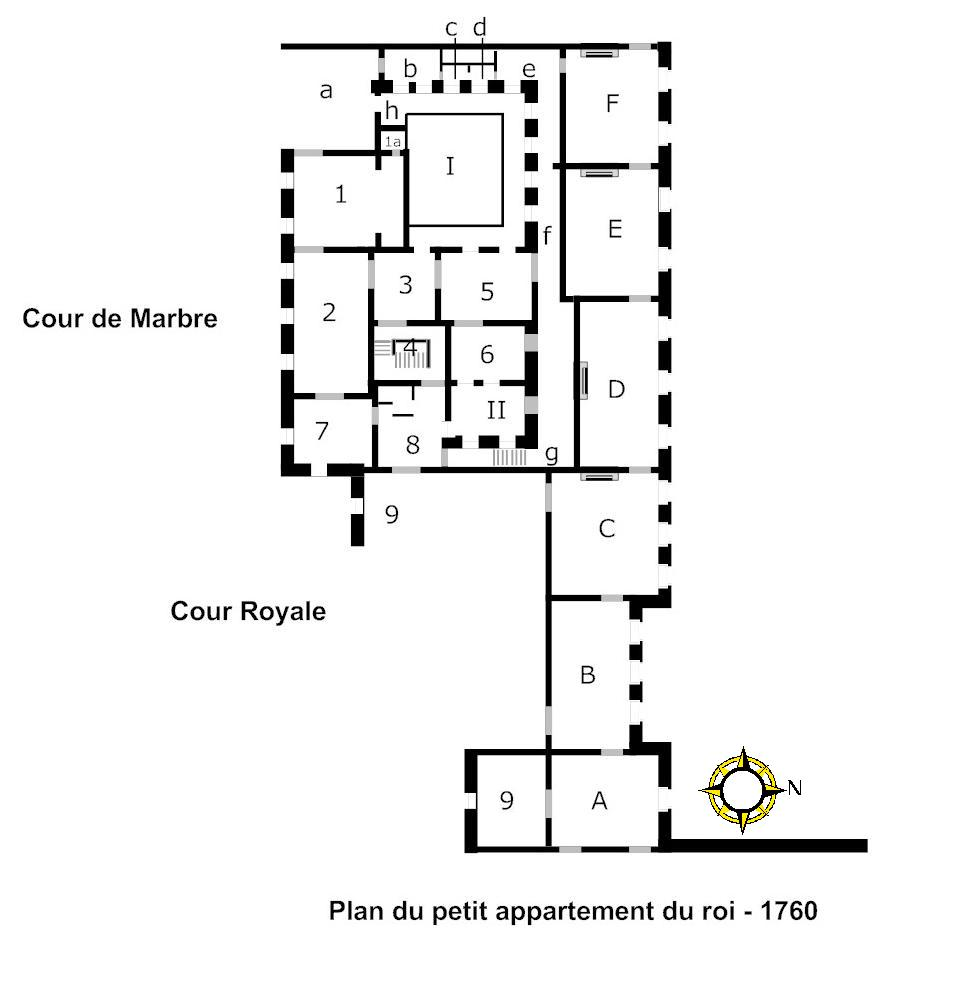
C. 1760 : n°7
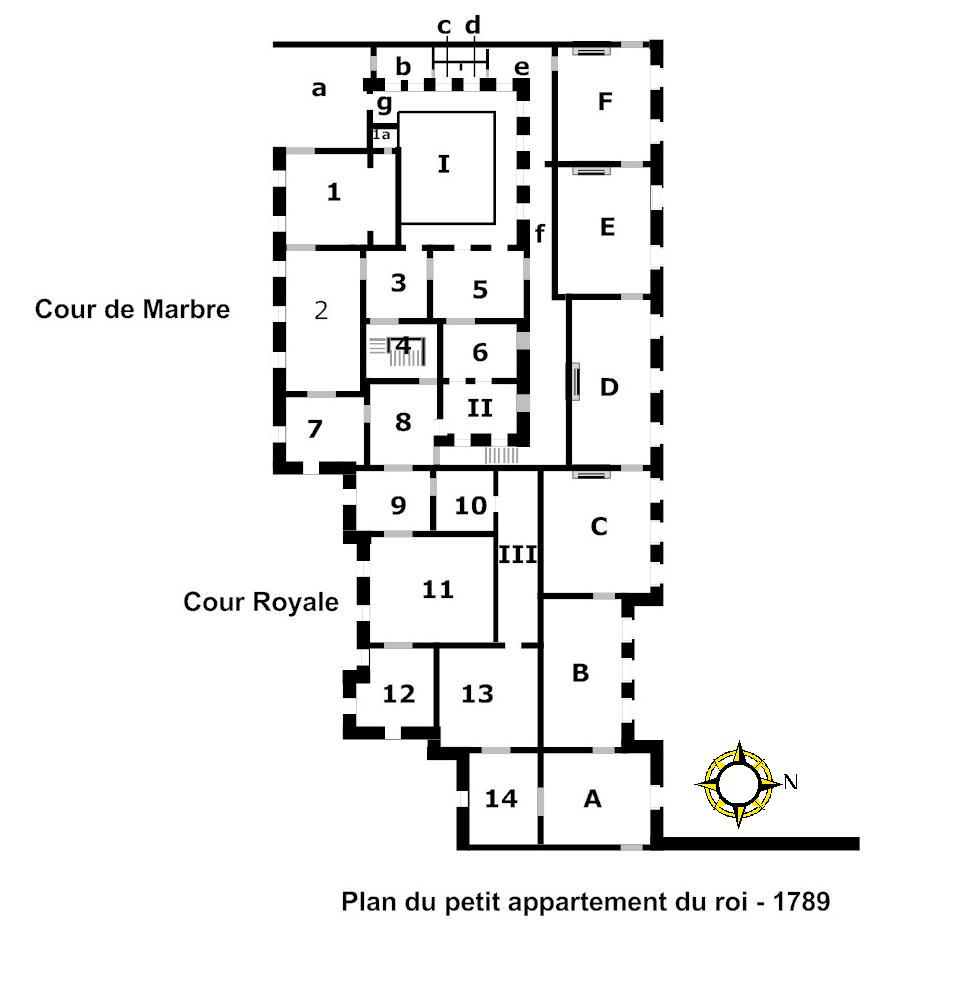
C. 1789 : n°7